# 604
Cette page concerne l'année 604  du calendrier julien. Pour l'année 604 av. J.-C., voir 604 av. J.-C. Pour le nombre 604, voir 604 (nombre). Pour la voiture, voir Peugeot 604.
L'année 604 est une année bissextile qui commence un mercredi.

## Événements

### Asie
- 3 avril, Japon : promulgation de la Constitution en 17 articles (Jushichi jo kempô)[1]. Le prince Shōtoku Taishi, neveu de l’impératrice Suiko, réforme la hiérarchie des échelons des fonctionnaires en fonction des principes confucéens. Le souverain du Yamato obtient une dignité comparable à celle d’un « empereur » et d’un « fils du Ciel ». Le bouddhisme est proclamé religion d'État. Shōtoku favorise cette religion et la sinisation de l’élite. La tentative de centraliser le pouvoir menée par Shōtoku échoue.
- Été : les Perses reprennent Dara aux Byzantins[2].
- 13 août : mort de Sui Wendi. Début du règne de Yang-ti, empereur chinois de la dynastie Sui (fin en 618)[3]. Il veut restaurer l’Empire chinois en Asie centrale.
- 17 décembre : décret de Yang-ti ordonnant la reconstruction de Luoyang, nouvelle capitale des Sui inaugurée en mars 606[3]. Yang-ti ordonne une expansion à grande échelle du Grand Canal reliant le fleuve Jaune à Chang'an et Luoyang. Les travaux durent six ans[4].

### Europe
- Augustin de Cantorbéry consacre Mellitus, évêque de Londres  et Justus, évêque de Rochester[5]. Mellitus fait construire la première église Saint-Paul de Londres[6]. Quand Augustin meurt, Laurent lui succède[7].

- 13 septembre : consécration du pape Sabinien, élu après la mort de Grégoire le 12 mars (fin de pontificat en 607)[8].
- 25 décembre : l'armée du roi de Neustrie Clotaire II, dirigé par le maire du palais Landry est battue près d'Étampes par les troupes coalisées de Thierry II et Thibert II, rois de Bourgogne et d’Austrasie. Le maire du palais du roi de Bourgogne Bertoald est tué. Mérovée, jeune fils de Clotaire, est fait prisonnier. Thierry entre dans Paris, mais Thibert fait la paix avec Clotaire II à Compiègne[9].

## Décès en 604
- 12 mars : Grégoire Ier le Grand, pape depuis 590 (naissance 532).
- 26 mai : Augustin de Cantorbéry.
- 13 août : Sui Wendi, empereur de Chine, fondateur de la dynastie Sui.